# Kolcomysz kreteńska
Kolcomysz kreteńska, mysz kreteńska (Acomys minous) – gatunek ssaka z podrodziny sztywniaków (Deomyinae) w obrębie rodziny myszowatych (Muridae).

## Zasięg występowania
Kolcomysz kreteńska występuje endemicznie na Krecie (Grecja).

## Taksonomia
Gatunek po raz pierwszy zgodnie z zasadami nazewnictwa binominalnego opisała w 1906 roku brytyjska paleontolożka Dorothea Bate nadając mu nazwę Acomys dimidiatus minous. Holotyp pochodził z Chanii i Sudy, na Krecie, w Grecji.
A. minous został początkowo włączony do kompleksu gatunkowego A. cahirinus-dimidiatus, następnie w oparciu o analizy molekularne do A. cahirinus, a ostatecznie na podstawie morfologii i izolacji geograficznej został podniesiony do rangi odrębnego gatunku. Pokrewieństwo A. minous bliżej A. cahirinus niż A. dimidiatus zostało potwierdzone w ostatnich filogenezach. Autorzy Illustrated Checklist of the Mammals of the World uznają ten takson za gatunek monotypowy.

### Etymologia
- Acomys: gr. ακη akē „ostry punkt”; μυς mus, μυός muos „mysz”[10].
- minous: w mitologii greckiej Minos (gr. Μινως Minōs, łac. Minos) był królem i prawodawcą Krety, sędzią zmarłych w Hadesie, herosem[11].

## Morfologia

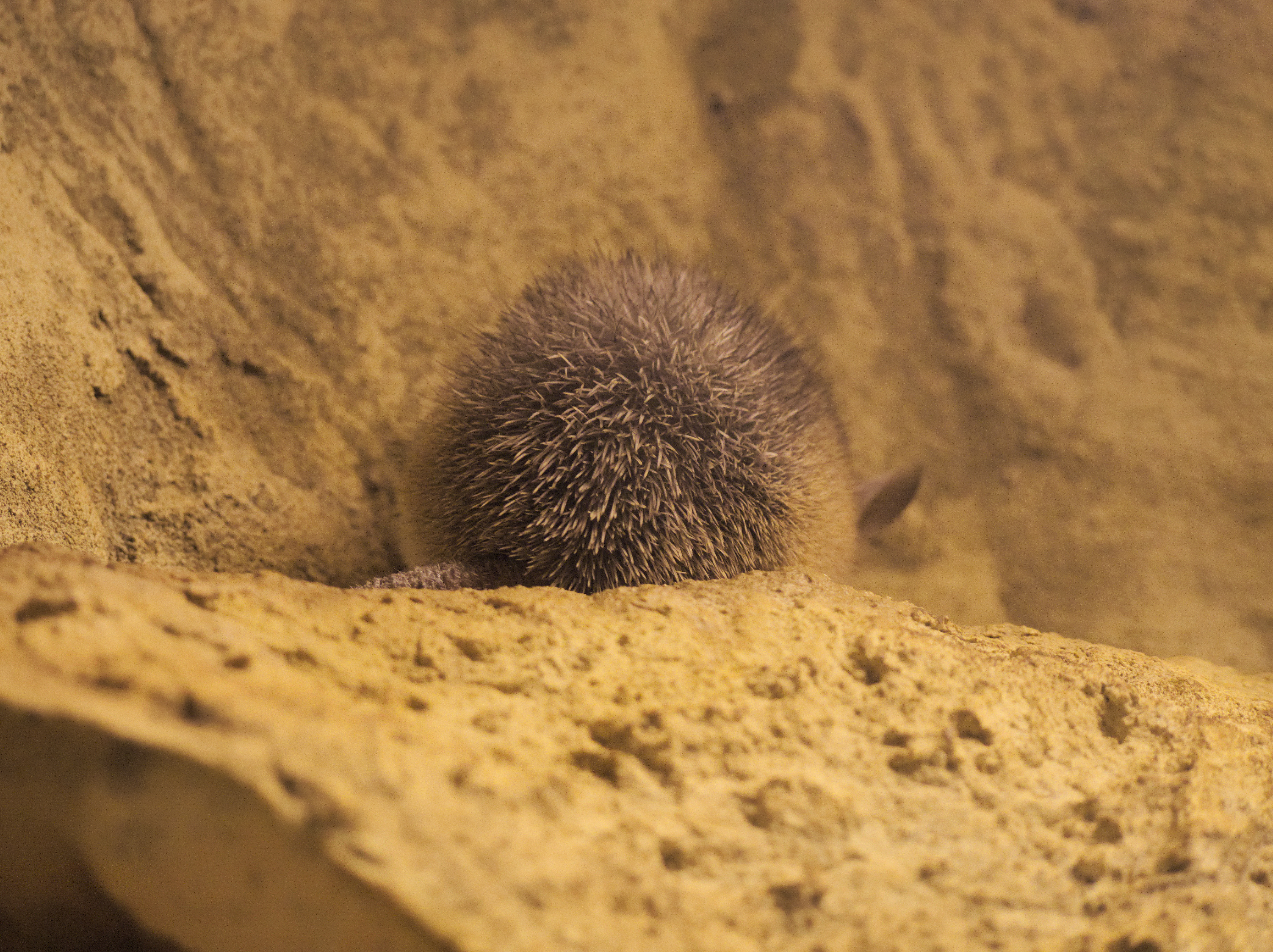
Kolce na grzbiecie i zadzie gryzonia

Długość ciała (bez ogona) 90–128 mm, długość ogona 89–120 mm, długość ucha 16–20 mm, długość tylnej stopy 18–20 mm; masa ciała 30–86 g. Kolcomysz kreteńska ma na zadzie i ogonie sztywne włosy, a barwa futra waha się od żółtej, poprzez rudą, do szarej lub brązowej. Brzuch jest biały.

## Ekologia
Jednostka społecznaZmienna.
ŚrodowiskoTereny trawiaste.
Tryb życiaZwierzę aktywne w nocy, wszystkożerne, preferuje liście i nasiona traw. Buduje nieskomplikowane gniazda.
RozródDługość ciąży wynosi 5-6 tygodni. Inne samice są obecne przy porodzie. Młode są dobrze rozwinięte, rodzą się już z otwartymi oczami.